# 亨利·保尔森
小亨利·梅里特·“汉克”·保尔森（英語：Henry Merritt "Hank" Paulson, Jr.，1946年3月28日—）曾担任投资银行高盛集团的主席和行政總監。2006年至2009年擔任美國財政部长。
2006年5月30日，美國總統布什提名為財政部長以接替約翰·威廉·史諾。6月28日，美國參議院確認他的提名。7月10日，保爾森在儀式中宣誓就任。任期于2009年1月20日届满。
保爾森现为美国保尔森基金会主席，该机构於2011年成立，目的在于推动世界经济可持续发展和环境清洁，目前主要在美国和中国开展工作。

## 生平
保爾森出生於美国佛罗里达州棕榈滩的珠寶商家庭，信奉基督科學教會。後來，移居到伊利諾伊州巴林頓山。曾經在美國男童軍中獲得鷹章。
1968年畢業於達特默思學院，獲得英語學士學位，成了斐陶斐榮譽學會的會員。
1970年獲得美國哈佛大學商學院工商管理碩士學位。現育有兩名子女，2007年6月成為祖父。現居於美國華盛頓哥倫比亞特區及伊利諾伊州巴林頓山。

## 事業
1970年至1972年，在五角大廈擔任助理國防部長的助手。1972年至1973年，為尼克森政府的國內事務委員會的成員、總統顧問约翰·埃利希曼的助手。
1974年，在高盛公司的芝加哥分部工作，開始其投資銀行家的生涯。1982年，成了公司的合夥人。1983年至1988年，在中西部帶領投資銀行部，1988年成了芝加哥辦公室的管理合夥人。1990年至1994年11月，擔任投資銀行部的聯合主管。1994年，升任高盛公司總裁兼營運總監，並首次被提名為行政總監。1998年，成為高盛公司高級合夥人之一。1999年，隨著高盛上市而成為董事長兼行政總監。在他的帶領之下，高盛利潤在眾多美國證券公司中非常突出。2005年，五年的報酬有3700萬美元，2006年的報酬就已經高達1640萬美元。他的財產估計超過了7億美元。

## 公職活動
保爾森在過去20多年都是美國自然保育協會的成員，並且擔任該協會亞太理事會的聯席主席。曾經與前中國國家主席江澤民合作保護雲南省境內的虎跳峽，也捐了價值1億美元的高盛股票給環境保護的教育。
保爾森是百富勤基金的董事局主席，曾任清華大學經濟管理學院顾问委员会主席，曾經出任金融服務論壇貿易部主席。
在總統布殊的內閣中備受關注，因為他強烈地認為人類活動對全球暖化有重要影響，並要馬上行動以減少影響。

## 美国财政部长提名

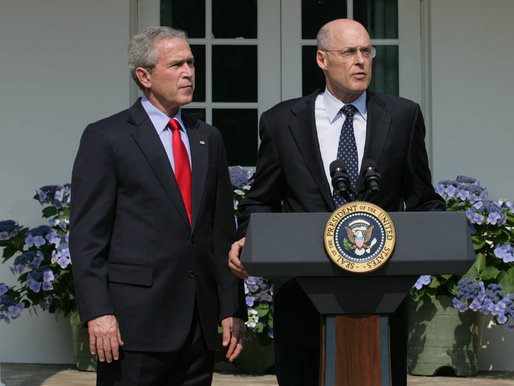
布殊宣佈提名保爾森(圖右)擔任財務部長

2006年5月26日，約翰·威廉·史諾提出辭職。布殊宣佈提名保爾森。美國參議院在6月28日正式通過有關提名。
在保爾森之前，有三名高盛公司的行政總裁都曾經離開公司為政府服務。喬恩·科讚（Jon Corzine）曾成為美國參議員，2006年1月份成功當選為新澤西州州長。史蒂芬·弗裏德曼（Stephen Friedman）是布殊總統前首席經濟顧問、前外國情報委員會主席。羅伯特·魯賓在1993年初成為總統克林頓的主要經濟顧問。

## 財長

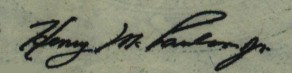
在美鈔上保爾森的簽名

保爾森將自己與布殊兩名前財長劃清界線。並列出了美國国內的貧富差距，作為他指出四大長期經濟問題之一。
保爾森更邀請以前在高盛合作的同事羅伯特·斯蒂爾（Robert Steel）擔任首席國內事務顧問。保爾森認為雖然改革社會保障的希望變得渺茫，但會仍然尋找兩黨支持的方法。
在小布什政府时期，财长保尔森还承担着协调中美关系的任务。这和后来奥巴马政府中国家安全顾问汤姆·多尼隆承担的角色类似。

### 经济危机中的表现和争议
在保尔森的任内发生了美国次贷危机。被批评在政府救助计划中不公正，使得救助计划有利于某些公司，尤其是他的前雇主高盛。在救助AIG的计划中，高盛获益129亿美元，而AIG则92%被国有。而且高盛出问题的债务担保证券也是在他任高盛CEO的时候大量签发的。